# Andrés Delgado Pardo
Andrés Delgado Pardo (* 14. März 1870 in Caracas; † 8. April 1940 in Barquisimeto) war ein venezolanischer Pianist, Komponist und Musikpädagoge.

## Leben
Andrés Delgado Pardo hatte Unterricht bei Luis Velásquez und Carlos Serrano. Seine Karriere als Pianist begann mit einem Auftritt anlässlich von Simón Bolívars einhundertstem Geburtstag 1883. 1885 unternahm er eine Konzerttournee durch die USA, bei der er u. a. in der Metropolitan Opera und der Carnegie Hall in New York auftrat.
Nach seiner Rückkehr entstanden 1888 seine ersten Kompositionen, darunter die Marcha Urdaneta. Ein Stipendium ermöglichte ihm ds Studium am Konservatorium in Mailand von 1896 bis 1904. In dieser Zeit entstanden neben einer großen Zahl von Klavierwerken ein Flötenkonzert, ein Streichquartett und die Oper I due rivali y Símon Bolívar.
Nach seiner Rückkehr nach Caracas wurde er Professor für Harmonielehre und Kontrapunkt an der Escuela de Música y Declamación. Zu seinen Schülern zählten u. a. Vicente Emilio Sojo, Augusto Brandt, José Antonio Ríos Reyna, Miguel Ángel Espinel und José Antonio Escobar Saluzzo. 1938 wurde er Direktor des Konservatoriums von Barquisimento.

## Weblink
- Biographie und Werke (span.; PDF-Datei; 203 kB) (Memento vom 16. Februar 2010 im Internet Archive)

| Personendaten    | Personendaten                                        |
| ---------------- | ---------------------------------------------------- |
| NAME             | Delgado Pardo, Andrés                                |
| KURZBESCHREIBUNG | venezolanischer Komponist, Pianist und Musikpädagoge |
| GEBURTSDATUM     | 14. März 1870                                        |
| GEBURTSORT       | Caracas                                              |
| STERBEDATUM      | 8. April 1940                                        |
| STERBEORT        | Barquisimento                                        |